# Juan Carreras y Dagas
Juan Carreras y Dagas (Gerona, 7 de septiembre de 1828 - La Bisbal del Ampordán, 19 de diciembre de 1900), compositor, pedagogo, organista y bibliófilo, fue autor de un gran número de obras musicales y se le atribuye la fundación de la primera escuela moderna de música en Gerona. Fue padre del también músico Laureà Carreras i Roure.

## Vida
Fue discípulo de Antonio Vidal, organista y maestro de capilla de la colegiata de Sant Félix de Gerona y del maestro de capilla de la Catedral de Gerona, José Barba. En 1836 entró como escolán del coro en la Catedral y de 1851 a 1860 él mismo fue, a su vez, maestro de capilla, sucediendo precisamente al maestro Barba.
Hacia 1850 fundó un Establecimiento Musical, una primitiva escuela de música, en su ciudad natal. Para la ocasión publicó un manifiesto-programa de estudios con una serie de nombres importantes de la nueva pedagogía musical de aquellos momentos: Rodolph para el solfeo; Czerny, Vigerie, Kalkbrenner y Cramer para el piano; Joaquín de Piniés y Espinola para la armonía. La escuela se comprometía a avisar a los padres si el alumno tenía poca capacidad para la música y también a organizar mensualmente una audición vocal e instrumental a cargo del alumnado para que se vieran sus progresos.
En 1860 ganó por oposición la plaza de maestro director de la Escuela de Ciegos de Barcelona y formó parte de la Orquesta del Liceo y trabajó en la parroquia de Santa María del Pino. En 1876 se marchó a vivir a Pons (Charente Marítimo), en Francia, de donde regresó en 1880. Nombrado organista y maestro de capilla de la parroquia de la Bisbal del Ampurdán, en aquella villa constituyó una escuela de música que tendría gran repercusión en el mundo sardanístico: contribuyó al nacimiento de la cobla La Principal de la Bisbal y formó una serie de músicos que se convertirían en cimeros en el mundo de la danza catalana (Josep Casanovas «Paixero», Josep Pi i Pascual, Josep Maria Soler y Montaner, Pere Rigau «Barretó»).
Llegó a poseer una muy notable colección bibliográfica de especialización musical. En el dictamen que Felipe Pedrell hizo en 1890 para la Diputación de Barcelona, afirmaba que: «Es la historia musical, singularmente la del Principado catalán, olvidada lastimosamente, la que pasa ante los ojos asombrados, al contemplar en centenares de obras inéditas los gloriosos precedentes de individualidades casi menos que desconocidas». En esta colección se descubrió un cuadernillo manuscrito del XVIII de autor anónimo con cinco sardanas cortas, las más antiguas que se conocen.
Pese al prestigio que alcanzó en vida, sus composiciones han quedado arrinconadas por el paso del tiempo y el cambio en los gustos musicales. Su fondo fue adquirido por la Diputación de Barcelona, junto con su importante colección de instrumentos musicales y su excelente biblioteca, constituyendo el inicio del fondo musical de la Biblioteca de Cataluña. Felipe Pedrell elaboró un catálogo del fondo.

## Obra
Su obra como compositor es vasta (más de dos mil obras) y toca diversos géneros. En la música religiosa, es autor de más de cuarenta misas, una veintena de motetes y otras piezas. En música profana, compuso óperas, zarzuelas, canciones, sardanas, etc.
- Ángeles y niños (ca. 1880), para piano.
- Ausiàs March, meditación para piano (1882).
- Blanca azucena, sinfonía para copla
- El canto de los ángeles (1882), para piano.
- La colonie espagnole (1879), pasodoble militar.
- Los ecos de Cataluña: marcha triunfal.
- Es un ángel: schotisch (1897), para piano a cuatro manos.
- Estudiantina (1883), para violines, clarinete, cornetín y bajo.
- Una fiesta mayor en un pueblo de Cataluña (1891), para banda militar.
- Julia (1891), mazurca para dos bandurrias y guitarra.
- María Victoria: nocturno para piano (1883), en honor de la esposa del rey Amadeo I.
- Miniatura (1885), para violines, flauta, cornetín, fiscorno y contrabajo.
- Cuarteto (1889), para cuarteto de cuerda.
- Romería en Nuestra Señora de Montserrat: fantasía descriptiva (1870), para orquesta.

- El árbol de Guernica (1893), orquestación de la composición original de J. M. de Iparraguire.
- Los dos ciegos: entremás lírico dramático (1892), instrumentación de la obra original de Luis Olona y Barbieri.

### Música de escena
- Catalunya (1887), zarzuela en dos actos.
- Un cop de cap: segona part de ‹El sant de l'amo› (1915), zarzuela en un acto, con libreto de Joaquim Hostench y Francesc Bracons.
- Il rinegato (1846), ópera en tres actos.
- Los pastorcillos (1869), ópera en tres actos.
- Rosamunda in Ravenna (1848), ópera.
- El sant de l'amo (1888), zarzuela en dos partes.
- Venjança cristiana (1890), zarzuela en tres actos.

### Música sacra
- Al cor de Jesús, canción con letra de Jacinto Verdaguer.
- Alma enamorada; Alma Redemptoris Mater (ca. 1890), para coro con acompañamiento de órgano.
- Asumpta es Maria (1892), misa a 3 voces, coro, órgano, armónium y orquesta.
- Ave Maris Stella (1850), himno para 2 coros y orquesta.
- Cántico a Santa Cecilia (1883), per a cuatro voces y orquesta.
- De Profundis (1880), misa a 3 voces y orquesta.
- Jesús als pecadors, canción con letra de Verdaguer.
- Kyrie Eleison (1892), misa a cuatro voces y orquesta.
- Laudate eum (1893), misa a 3 voces, coro y orquesta.
- Mater Clementissima (1852), misa a dos coros y orquesta.
- Mater Divinæ Gratia' (1851), misa a 3 voces y orquesta.
- Mater Dolorosa (1890), misa a 3 voces, coro y orquesta.
- Mater Pietatis (1886), misa a 4 voces y orquesta.
- Misa Ilusoria: ópera (1839-1840), per a voces y orquesta.
- La naissance de Nôtre Dame: nocturne, op. 586 (1885), para piano.
- Ofici complet de la preciosa sang de Nostre Senyor Jesucrist (1852)
- ¡Oh Cor Amoris! (1895), misa a 3 voces y orquesta.
- Regina Martirum (1888), misa a 3 voces y orquesta.
- Salve Regina (1897), para orquesta.
- Stabat Mater, a cuatro voces y coro, con acompañamiento de conjunto de cuerda y órgano.
- Tu se sacerdos in æternum  (1890), misa a 3 voces, coro i orquestra.
- ¡Virgen de la Piedad, Dios te salve! (>1893), plegaria para mezzo-soprano y órgano, con letra de Trinitat Aldrich i Pagès.

### Música vocal
- Cançó de les flors (ca. 1880), para voces, coro y órgano, con letra de Verdaguer.
- Cançó del mariner (1889), a dos voces.
- Cançó dels fusters, coro a 4 voces.
- Cantata. Antífona (1877), para dos coros y orquesta.
- L'esperit català: himne (1888), para voz y piano.
- Felisseta (ca. 1833), consultable a l'Erato Partitura Digital
- La filla de Maria, con letra de Verdaguer.
- Fleur d'hiver: romance (>1876), texto del abbé Augustin Rainguet.
- Gallia (1879), cantata a 4 voces y acompañamiento.
- Himno a la Patria (1889).
- Himno dedicado al Ayuntamiento de Barcelona, para tres voces y acompañamiento.
- Liber Scriptus, para tenor y barítono y orquestra.
- ¡Madre Mía!: romanza (1872).
- La nit, a 4 voces y acompañamiento.
- La pageseta amorosa en las ballas de la festa, para tres voces.
- Sospirs, con letra de Verdaguer.
- Los teixidors (1890), coro a cuatro voces.
- Los veremadors, coro a tres voces.

### Sardanas
- La flor catalana (1887), obligada de cornetín.
- La Glòria i la Montserratn
- La padrinan
- Pau marxantn
- El traginer (1883); tienene la peculiaridad de que el trombón ha sido sustituido por unos cascabeles.
- El tramvia del Baix Empordà (1887); dedicada al tren Palamós-Gerona, Joaquim Galí le puso la letra.